# Moire (Asturias)
Moirees una localidad asturiana perteneciente a la parroquia de Pillarno, en el concejo de Castrillón. Dista 5 km de la capital municipal, Piedras Blancas.

## Demografía
| Gráfica de evolución demográfica de Moire entre 2000 y 2023 |
|                                                             |
| Población de derecho según los censos de población del INE. |

## Monumentos y lugares de interés
A escasos metros de la localidad se encuentra la gruta de Arbedales, una cueva descubierta en década de los setenta del siglo XX, que posee impresionantes estalagmitas y estalactitas.